# Бунданон
Bundanon — це національна мистецька організація, яка розташована поблизу Ноури, місто Шолхейвен, Новий Південний Уельс, Австралія. Це був будинок художника Артура Бойда. Організація, заснована як національний фонд у 1993 році, створює навчальні програми для студентів будь-якого віку та здійснює найбільшу в Австралії програму для художників-резидентів. Bundanon пропагує цінність ландшафту.
У 2022 році об'єкти Bundanon розширилися завдяки відкриттю нового Художнього музею та мосту для творчого навчання.

## Опис та історія

Садиба Банданон

Володіння Бунданона розташовані на землях Воді Воді, нації Юїн, яка розмовляє мовою дхаравал, на південному узбережжі та в Іллаваррі. З середини 19 століття річка Шолхейвен підтримувала численні фермерські господарства і забезпечувала європейським поселенцям можливість доставляти свою продукцію на узбережжя для продажу.
Європейська колонізація Банданона розпочалася в 1831 році завдяки гранту на 600 акрів, наданому Річарду Генрі Брауну. Умовою надання землі було очищення 55 акрів, які мали бути огороджені та оброблені протягом п'яти років. Однак ця робота не була завершена, і 19 березня 1838 року майно продали доктору Кеннету Маккензі. Згідно з наявними доказами, садиба Банданон, завершена в 1866 році, була побудована з використанням детально розпиляної деревини для даху, підлоги та стелі.
Історія Bundanon як ферми все ще помітна в багатьох будівлях на території, включно з тими, які були перепрофільовані та відреставровані, щоб сформувати яскравий комплекс Artist in Residence.

## Артур Бойд у Банданоні

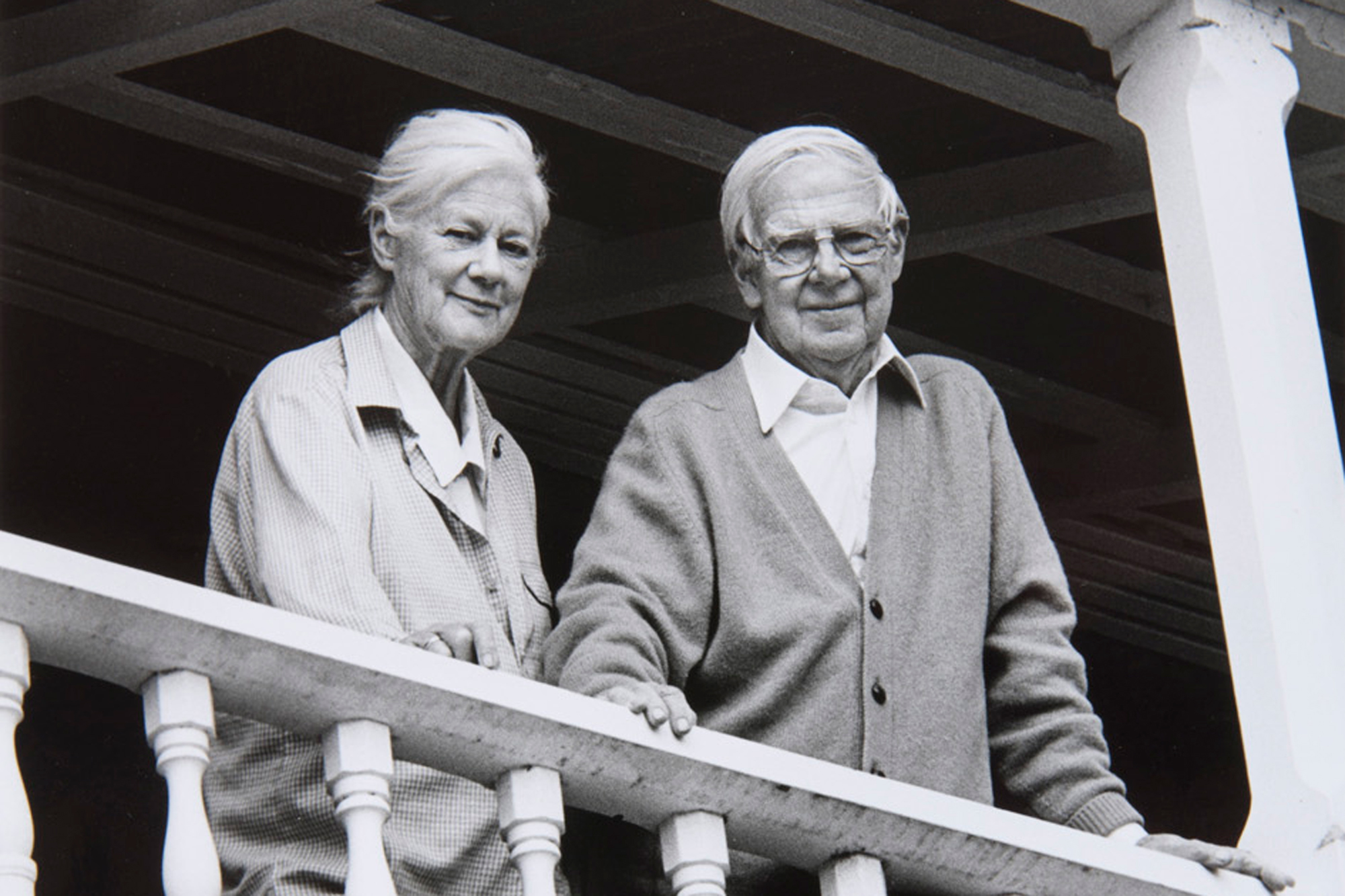
Артур та Івонн Бойд у Bundanon 1990-х

На початку 1970-х років Артур Бойд придбав Ріверсдейл на березі річки Шолхейвен біля Банданона та добудував будівлі, щоб створити будинок і студію. Артур і Івонн Бойд придбали Bundanon у Сандри, Тоні МакГрат і Френка Макдональда влітку 1979 року.
Побудувавши студію в Банданоні в 1982 році, Бойд намалював серію великих образів Shoalhaven на основі річки та чагарників навколо Банданона. Йому доручили розробити дизайн гобелена для Великої зали нового будинку парламенту та створив 16 полотен для фоє Вікторіанського центру мистецтв.

## Дарування та заснування Bundanon Trust
На меморіальній службі за сером Сіднеєм Ноланом 28 січня 1993 року прем'єр-міністр Пол Кітінг оголосив, що австралійський уряд прийняв дарунок Артура та Івонн Бойд, який включав Банданон, і про намір заснувати Bundanon Trust. Дарунок складався з трьох нерухомостей — Bundanon, Riversdale, Eearie і Beeweeree, а також великої колекції творів мистецтва. Уряд Австралії заснував опікунську раду для нагляду за діяльністю Bundanon Trust.
Директори в перші роки створення трасту скористалися внеском Артура та Івонн Бойд і розробили амбітне бачення майбутнього Bundanon. Вони замовили всесвітньо визнану архітектуру, створили всесвітньо відому програму Bundanon Artist in Residence і відкрили власність Bundanon для публіки. Бунданон подарував Австралії культурне та екологічне надбання. Він народився з часто висловлюваного переконання Бойда, що «ви не можете володіти ландшафтом», і бажання, щоб інші також могли черпати натхнення з цього чудового місця.

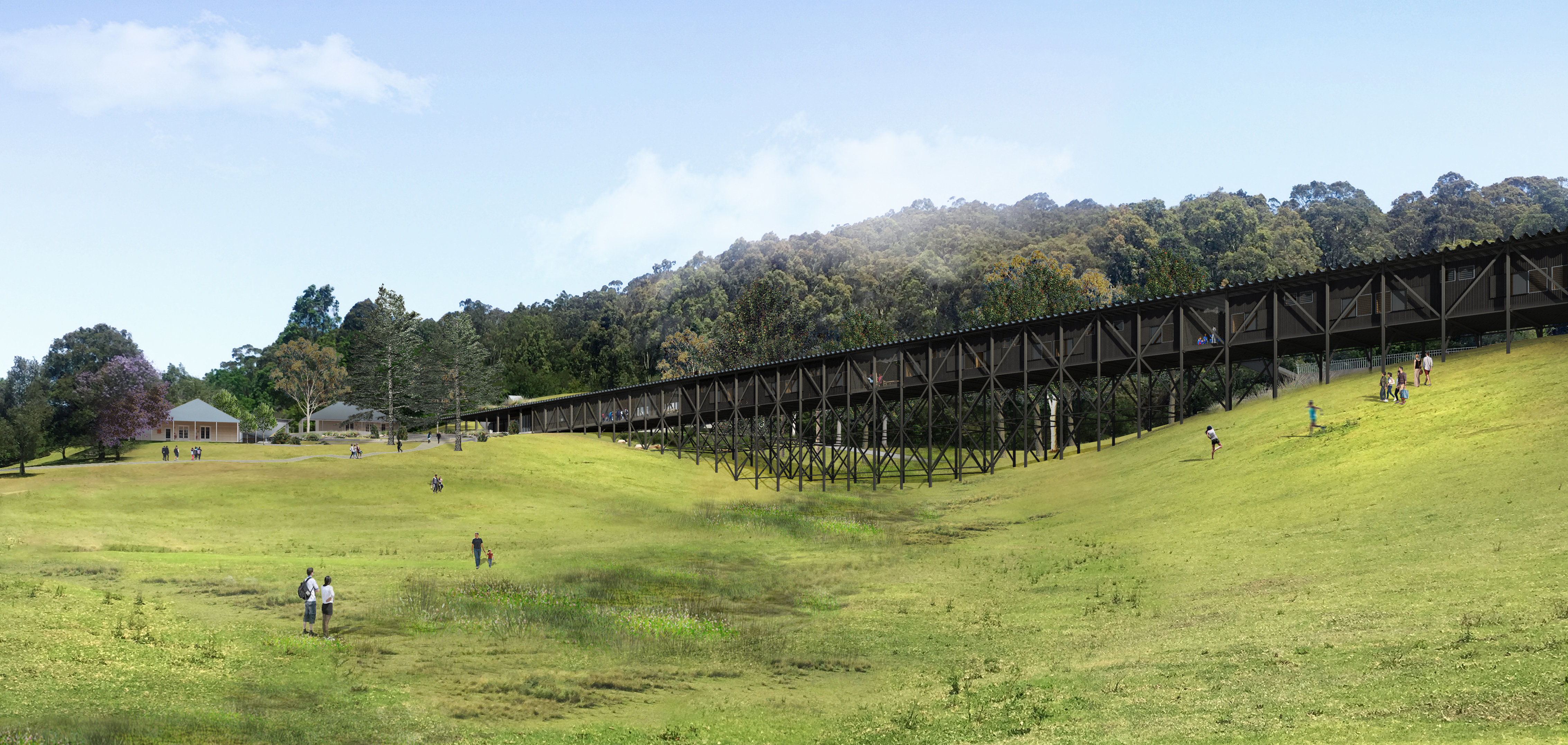
Візуалізація нового Художнього музею та мосту

## Колекція
Значною частиною подарунка Артура та Івонн Бойд у 1993 році Бунданона була велика колекція мистецьких робіт Артура Бойда та його родини, на додаток до робіт Сідні Нолана, Бретта Вайтлі, Джой Гестер і Чарльза Блекмана. Колекція сьогодні включає сучасні роботи попередніх художників, які проживали на резиденції, замовлення та щедрі пожертви.
Під час лісових пожеж 2019—2020 років багато творів мистецтва евакуювали з території Банданона та зберегли в Сіднеї, щоб забезпечити їх безпеку. Колекція повернулася в Бунданон наприкінці 2021 року після завершення будівництва нового Художнього музею, який включає приміщення для зберігання та захисту творів мистецтва.

## Освітній центр Бойд
Першим нагородженим архітектурним проєктом, побудованим у Банданоні, був Освітній центр Артура та Івонн Бойд, спроєктований архітектором, лауреатом Прітцкерівської премії з архітектури Гленном Муркуттом разом з Венді Левін і Регом Ларкіним у 1997 році. У будівлі є гуртожиток на 32 місця та відкритий амфітеатр на 350 місць. Будівля, завершена в 1999 році, отримала медаль сера Джона Сулмана за громадську архітектуру в Новому Південному Уельсі в 1999 році та нагороду сера Зелмана Коуена за громадську архітектуру в 1999 році. Письменник і архітектурний критик Філіп Дрю в рецензії описав розміщення будівлі як «…розташування залу на акрополі нагадує давньогрецький храм. Формальний характер будівлі, її чутливе визнання ландшафту, незважаючи на сучасні матеріали, такі як профнастил для даху, який не може бути менш грецьким, є дивним і несподіваним».

## Художній музей і міст
У 2020 році оголосили про будівництво нового освітленого музею сучасного мистецтва на території Банданона в Ріверсдейлі. Частково похована в ландшафті нова музейна забудова розташована в центрі нового плану Бунданона, з мостовою конструкцією, що приземляється на широку громадську площу поблизу наявних будівель дев'ятнадцятого століття. Kerstin Thompson Architects (KTA) розробили новий план Bundanon з новими архітектурними доповненнями. Включено Художній музей і Міст, де розміщено центр творчого навчання для школярів, інформаційний центр для відвідувачів, а також житло та кафе. У 2022 році Банданон був нагороджений другою медаллю сера Джона Сулмана, найвищою нагородою для громадської архітектури в Новому Південному Уельсі. Новий художній музей і галерея Bundanon офіційно відкрилися 5 березня 2022 року. Пізніше у 2022 році KTA виграла національну премію сера Зельмана Коуена за публічну архітектуру за Художній музей і міст.